# Radîciv, Korop
Radîciv (în ucraineană Радичів) este o comună în raionul Korop, regiunea Cernihiv, Ucraina, formată numai din satul de reședință.

## Demografie
Componența lingvistică a comunei Radîciv
     Ucraineană (99,5%)
     Alte limbi (0,5%)
Conform recensământului din 2001, majoritatea populației comunei Radîciv era vorbitoare de ucraineană (99,5%), existând în minoritate și vorbitori de alte limbi.